# 낚싯봉

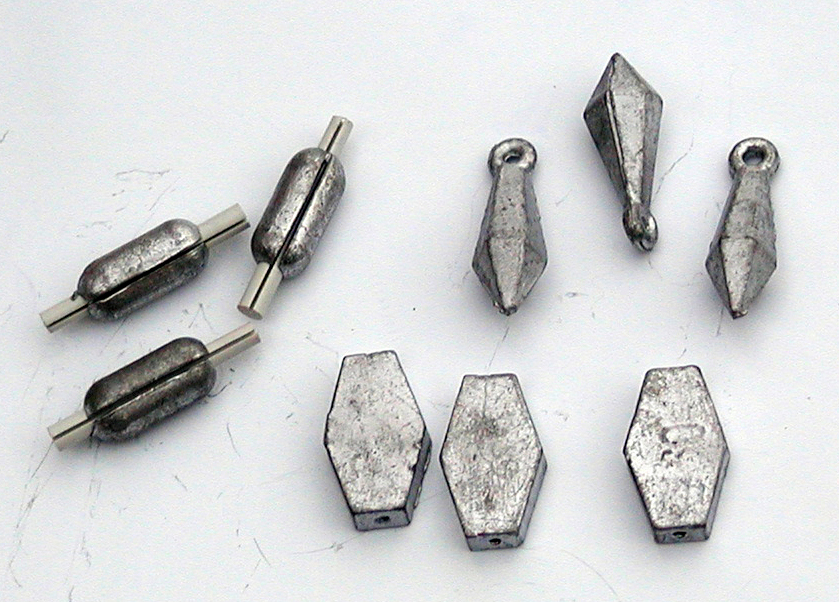
세 종류의 조그마한 낚싯봉

낚싯봉 또는 봉돌은 미끼를 물 속 깊숙이 가라앉히기 위해 낚싯줄에 매다는 추이다. 봉이라고도 한다. 무게는 1.8g의 가벼운 것에서부터 1.4kg이 되는 것까지 여러 가지이다.
납과 기타 물질을 낚싯봉에 사용하는 것에 관하여 환경 염려가 제기되고 있다.